# Apogon melas
 Apogon melas és una espècie de peix de la família dels apogònids i de l'ordre dels perciformes.

## Morfologia
Els mascles poden assolir els 10 cm de longitud total.

## Distribució geogràfica
Es troba des de Malàisia fins a les Moluques, les Illes Ryukyu i Nova Caledònia.